# Kreis Wernigerode
De Kreis Wernigerode was een kreis in de Duitse Democratische Republiek. De kreis ontstond in 1952 en maakte deel uit van de Bezirk Maagdenburg en aansluitend van de deelstaat Saksen-Anhalt na de Duitse hereniging. Kreisstadt was Wernigerode.

## Geschiedenis
Op 25 juli 1952 vond er in de DDR een omvangrijke herindeling plaats, waarbij onder andere de deelstaten werden opgeheven en nieuwe Bezirke werden gevormd. De Kreis Wernigerode werd bij deze herindeling gevormd uit de tot de DDR behorende delen van de Landkreis Blankenburg, met uitzondering van de gemeenten  Allrode en Timmenrode, en enkele gemeenten uit de Landkreis Wernigerode.
Op 17 mei 1990 werd de kreis in Landkreis Wernigerode hernoemd. Bij de Duitse hereniging later dat jaar werd de landkreis onderdeel van het nieuw gevormde Land Saksen-Anhalt. Uiteindelijk werd de Landkreis Wernigerode in 2007 bij een grote bestuurlijke herindeling opgeheven.